# シメパフェ
シメパフェとは、飲酒もしくは食事の後の締めとして食べるパフェを指し、北海道札幌市で発展した食文化である。

## 歴史
2015年9月1日、従来札幌にあった「締めのパフェ」の文化を全国に広めるため、札幌市内の飲食店7店舗が集まり「札幌シメパフェ」を発足。その年の「さっぽろオータムフェスト」に「札幌シメパフェ」として、Dip&MerryとMIRAI.ST cafe & kitchenの2店舗が共同で出店。ソフトクリームをメインとした11種類のパフェを提供した。
同月、広報さっぽろや札幌経済新聞、北海道新聞、Yahoo!ニュースやウェブマガジン「コロカル」（マガジンハウス）に紹介記事が掲載される。さらに北海道じゃらんにシメパフェの特集ページが掲載、北海道内で放映されているローカルの情報番組でも紹介され、知名度アップのきっかけとなった。翌月には朝日新聞にてシメパフェ推進委員会の活動が紹介された。
その後も様々なメディアに取り上げられ、2016年3月にはジェイアール名古屋タカシマヤで開催された「第11回 春の大北海道展」にDip&MerryとMIRAI.ST cafe & kitchenが共同出店し、これが初の道外出店となった。標茶町北川牧場の濃厚プレミアムソフトを使用した5種類のパフェを提供した。
シメパフェ文化を伝える講演活動も積極的に取り組んでおり、同年4月には「札幌シメパフェ 〜既存の食文化を新たな観光資源に」というタイトルで、北海道公共牧場会の春季研修会にて講演。シメパフェの生い立ちや活動を伝えた。6月にはパフェ評論家である斧屋によるトークイベント「札幌パフェ学」を都内で開催した。
9月の「さっぽろオータムフェスト2016」には前年同様Dip&MerryとMIRAI.ST cafe & kitchenで共同出店。標茶町の濃厚プレミアムソフトを使用した9種類のパフェを提供した。翌月にはジェイアール名古屋タカシマヤの「第17回 秋の大北海道展（第2弾）」にDip&MerryとMIRAI.ST cafe & kitchenが二度目の共同出店。さらに金沢大和香林坊店にて開催された「第47回 北海道の物産と観光 大北海道展（後期）」に夜パフェ専門店 パフェテリアパルが「札幌シメパフェ」として出店した。
11月にはパフェ評論家の斧屋を東京から迎え、パフェ付きのトークイベントを開催。斧屋独自の視点によるシメパフェ文化の魅力を解説。シメパフェ加盟店のオーナーとのトークコーナーも設けられた。

## 札幌シメパフェ推進委員会
シメパフェ文化をPRすることを目的とし2015年に設立。2016年11月現在、22店舗が加盟している。

## 札幌シメパフェ加盟店舗
- ouchi
- 山猫バル
- Dip&Merry
- Dining&Sweets SINNER
- FAbULOUS
- スイーツバー・Melty
- MIRAI.ST cafe & kitchen
- café tavern EVERYDAY OLIVE
- 幸せのレシピ ～スイート～
- Veggyの家
- Cafe&Dining Carin
- Parfaiteria PaL
- musica hall cafe
- パフェ、珈琲、酒、佐藤
- bucheron
- PARFE
- 果実倶楽部818
- Bar plus Sweets Two Rings
- INITIAL
- 幸せのお菓子の家
- 幸せのレシピ
- NOYMOND ORGANIC CAFE